# Laurențiu Iorga
Laurențiu Cătălin Iorga (Babadag, 17 marzo 1988) è un allenatore di calcio ed ex calciatore rumeno di ruolo centrocampista, vice allenatore dell'Oțelul Galați.

## Carriera

### Club
Cresciuto nelle giovanili dell'Oțelul Galați, nel 2007 viene promosso in prima squadra.
Esordisce in Liga I il 15 settembre 2007 giocando da titolare la quinta partita di campionato, vinta per 3-1 contro il CS Mioveni. Conclude la stagione con 18 presenze.
Nella stagione 2008-2009, il 17 agosto, realizza la sua prima rete nella partita vinta per 2-1 contro il Rapid Bucarest. Conclude la stagione con 27 presenze e tre reti.
Nella stagione 2010-2011 la sua squadra vince per la prima volta la Liga I. Iorga contribuisce giocando 28 partite e segnando tre gol. Vince anche la Supercoppa di Romania. Il 18 ottobre 2011 esordisce in UEFA Champions League quando, nel finale di partita, l'allenatore Dorinel Munteanu lo manda in campo al posto di Bratislav Punoševac nella partita del Girone C persa per 0-2 contro il Manchester United. Il 6 novembre 2011 gioca per 90' e realizza il gol della vittoria in occasione della tredicesima giornata di campionato vinta per 1-0 in trasferta contro il Pandurii Targu Jiu. Si ripete nella giornata successiva, il 18 novembre, permettendo alla sua squadra di vincere nuovamente per 1-0 contro lo Sportul Studentesc. In occasione della quindicesima giornata porta in vantaggio l'Oțelul Galați segnando su rigore dopo 15' nella partita pareggiata per 1-1 in casa dell'Universitatea Cluj. Il 22 novembre gioca per la prima volta da titolare in Champions League nella partita persa per 2-3 contro il Basilea.

### Nazionale
Ha giocato diverse partite con la Romania Under-21.

## Palmarès

### Club

#### Competizioni nazionali
- Campionato rumeno: 1

Oțelul Galați: 2010-2011
- Coppa di Romania: 1

Astra Giurgiu: 2013-2014
- Supercoppa di Romania: 2

Oțelul Galați: 2011
Astra Giurgiu: 2014